# Подвійне життя (фільм, 1947)
«Подвійне життя» (англ. A Double Life) — американський художній фільм 1947 року режисера Джорджа К'юкора. Ця кінострічка, разом з фільмами «Гладкий, як шовк» (1946), «Повторна вистава» (1947), «Страх перед сценою» (1950) та «Чорна вдова» (1954), належить до категорії «чорних фільмів», сюжет яких тісно пов'язаний із театром. Крім того, фільм входить до групи картин, у яких вбивство відбувається через психічне захворювання героя. Іншими кінострічками такого типу є «Ніч така темна» (1946), «Винний» (1947), «Одержима» (1947), «Страх уночі» (1947) та його рімейк «Нічний кошмар» (1956). 

## Сюжет
Знаменитий театральний актор Ентоні Джон (Рональд Колман) став улюбленцем публіки через свою здатність максимально вживатися в роль героїв, образи яких він втілює на сцені. Роль Отелло з однойменної драми Вільяма Шекспіра стала його тріумфом, і з кожним новим виходом на сцену Ентоні щораз більше перевтілюється на персонажа за́здрісного мавра та поступово починає втрачати зв'язок із реальністю до такої міри, що вже після вистави не може вийти з театрального образу і здійснює злочин.

## Ролі виконують
- Рональд Колман — Ентоні «Тоні» Джон
- Сіґне Гассо — Бріта
- Едмонд О'Браєн — Білл Френд
- Шеллі Вінтерс — Пет Кролл
- Рей Коллінз[en] — Віктор Донлан

## Навколо фільму
- У фільмі Ентоні Джон грає в понад 300 виставах головну роль у бродвейській постановці трагедії «Отелло», що триває цілий рік. Насправді жодна постановка п’єси Вільяма Шекспіра не мала такої кількості вистав на Бродвеї.

## Нагороди
- 1947 Премія «Оскар» Академії кінематографічних мистецтв і наук (США):
  - за найкращу чоловічу роль — Рональд Колман

- 1948 Премія «Оскар» Академії кінематографічних мистецтв і наук (США):
  - за найкращу музику до фільму — Міклош Рожа

- 1948 Премія «Золотий глобус» Голлівудської асоціації іноземної преси:
  - за найкращу чоловічу роль в драмі — Рональд Колман